# Préproinsuline
La préproinsuline est le produit de traduction primaire du gène INS. C'est un peptide de 109 acides aminés de longueur. La préproinsuline est une molécule de la proinsuline avec un peptide signal attaché à son extrémité N-terminale.

## Voie de synthèse de l'insuline
La préproinsuline est un précurseur biologiquement inactif à l'insuline, une hormone endocrine biologiquement active. Elle est transformée en proinsuline par des signaux peptidases, qui éliminent son peptide signal de 23 acides aminés à partir de son extrémité N-terminale. Enfin, la proinsuline est convertie en insuline biologiquement active par élimination de deux paires d'acides aminés basiques : le peptide C.
Il n'y a presque pas de préproinsuline dans la cellule, car l'élimination du peptide signal n'est pas une étape distincte, mais est plutôt étroitement liée à la translocation de la protéine dans le réticulum endoplasmique (RE). Pour la même raison, la préproinsuline est rarement utilisée en médecine, contrairement à l'insuline, le produit mature, et la proinsuline, un intermédiaire stable du réticulum endoplasmique.